# Paul Moukila
Paul Moukila (Souanké, 6 giugno 1950 – Meaux, 24 maggio 1992) è stato un calciatore della Repubblica del Congo, di ruolo centrocampista.
È morto nel 1992 all'età di 41 anni a seguito di un attacco di malaria.

## Carriera
Giocò tutta la carriera nel CARA Brazzaville, fatta eccezione per una stagione allo Strasburgo in Francia. Nel suo palmarès figurano una Coppa dei campioni africana (1974) ed una Coppa d'Africa (1972), oltre al Pallone d'oro africano ottenuto nel 1974. Nel 2000 fu selezionato come calciatore del secolo della Repubblica del Congo.

## Palmarès

### Club

#### Competizioni nazionali
- Congo Premier League: 5

CARA Brazzaville: 1972, 1973, 1974, 1975, 1976

#### Competizioni internazionali
- CAF Champions League: 1

CARA Brazzaville: 1974

### Individuale
- Calciatore africano dell'anno: 1

1974